# Luthézieu
Luthézieu est une ancienne commune française du département de l'Ain. En 1974, la commune fusionne avec Belmont pour former la commune de Belmont-Luthézieu.

## Histoire
Le 1er novembre 1974, la commune fusionne avec Belmont pour former Belmont-Luthézieu et obtient le statut de commune associée jusqu'au 1er décembre 1997 où la fusion simple est actée.

## Population et société

### Démographie
| 1793 | 1806 | 1821 | 1831 | 1836 | 1841 | 1846 | 1851 | 1856 |
| ---- | ---- | ---- | ---- | ---- | ---- | ---- | ---- | ---- |
| 208  | 152  | 203  | 304  | 228  | 290  | 280  | 252  | 248  |

| 1861 | 1866 | 1872 | 1876 | 1881 | 1886 | 1891 | 1896 | 1901 |
| ---- | ---- | ---- | ---- | ---- | ---- | ---- | ---- | ---- |
| 261  | 275  | 253  | 232  | 206  | 248  | 238  | 199  | 180  |

| 1906 | 1911 | 1921 | 1926 | 1931 | 1936 | 1946 | 1954 | 1962 |
| ---- | ---- | ---- | ---- | ---- | ---- | ---- | ---- | ---- |
| 187  | 175  | 150  | 139  | 146  | 144  | 141  | 123  | 116  |

| 1968 | - | - | - | - | - | - | - | - |
| ---- | - | - | - | - | - | - | - | - |
| 84   | - | - | - | - | - | - | - | - |

## Culture locale et patrimoine

### Lieux et monuments

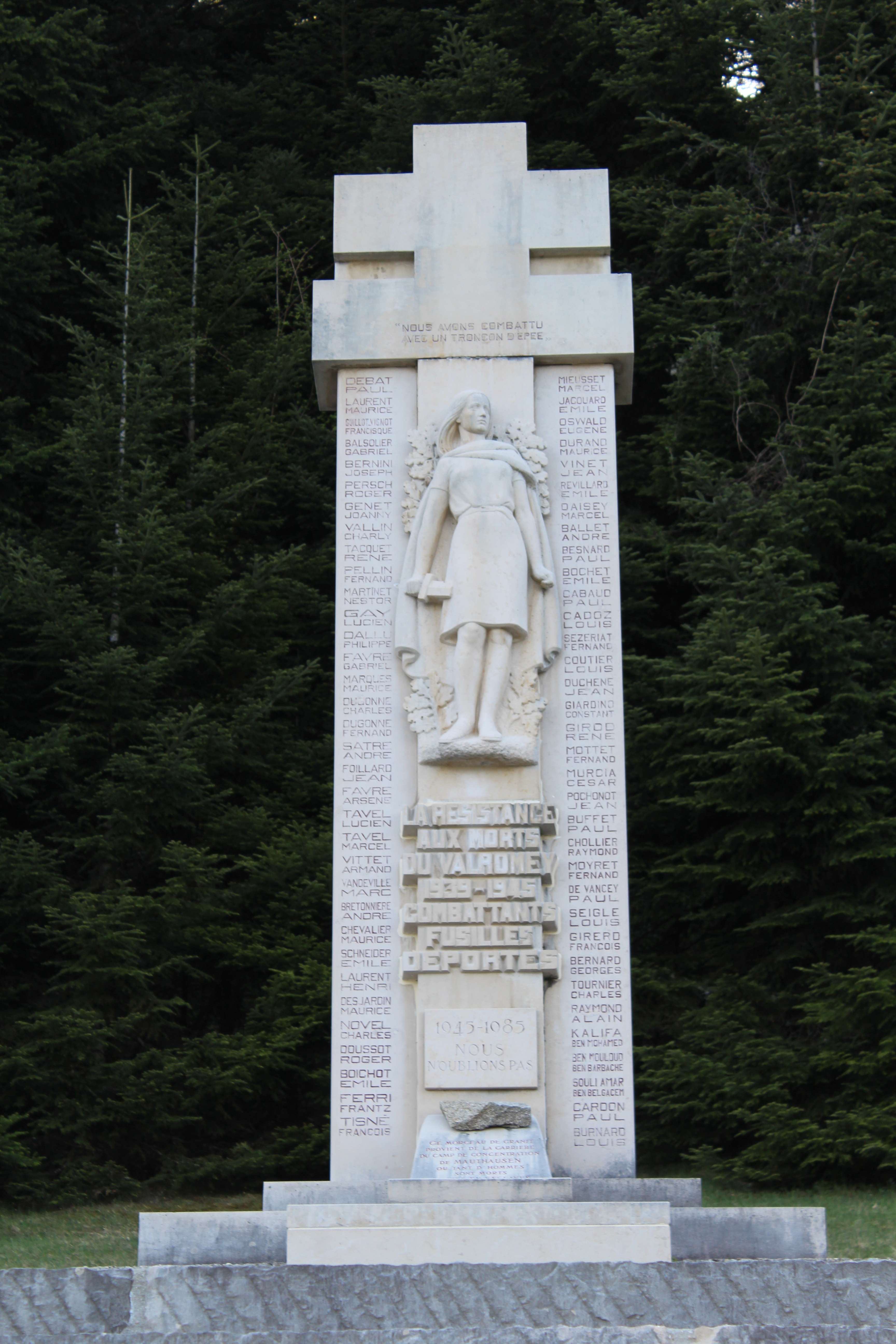
Monument aux Résistants du Valromey.

- Chapelle Saint-Antoine et Saint-Maurice inscrit au titre des monuments historiques en 1975[3].
- Monument aux Résistants du Valromey.

## Pour approfondir